# D'Urville (rivière)
La rivière D'Urville (anglais : D'Urville River) est un cours d’eau situé  dans l’île du Sud de la Nouvelle-Zélande.

## Géographie
Elle siège dans le parc national des lacs Nelson et s’écoule vers le Nord sur 26 km entre la chaîne de Ella Range et la chaîne de  Mahanga Range pour se jeter dans le lac Rotoroa.
C’est l’une des plus petites rivières du réseau du fleuve  Buller. 

## Nom
La rivière fut dénommée d’après le navigateur français Jules Dumont d'Urville par Julius von Haast.
Des truites brunes et des truites arc-en-ciel peuvent être pêchées dans la rivière D'Urville.
Un  chemin de randonnée  court le long de la rivière.